# Puerto Viejo de Sarapiquí
Puerto Viejo ou plus couramment Puerto Viejo de Sarapiquí pour la distinguer de Puerto Viejo de Talamanca, est un district du Costa Rica située dans la province d'Heredia.